# نيكول ميتشيل (أستاذة جامعية)
نيكول ميتشيل (بالإنجليزية: Nicole Mitchell) هي عازفة الجاز أمريكية، ولدت في 17 فبراير 1967 في سيراكيوز في الولايات المتحدة.

## وصلات خارجية
- الموقع الرسمي
- نيكول ميتشيل على موقع ميوزك برينز (الإنجليزية)
- نيكول ميتشيل على موقع أول ميوزيك (الإنجليزية)
- نيكول ميتشيل على موقع ديسكوغز (الإنجليزية)